# Disa aequiloba
Disa aequiloba är en orkidéart som beskrevs av Victor Samuel Summerhayes. Disa aequiloba ingår i släktet Disa och familjen orkidéer. Inga underarter finns listade i Catalogue of Life.